# Verband der Berufssoldaten der Nationalen Volksarmee
Der Verband der Berufssoldaten der Nationalen Volksarmee (VBS) war ein im Januar 1990 gegründeter und wenige Monate später aufgelöster Interessenverband der Berufssoldaten in der Nationalen Volksarmee (NVA) der DDR.

## Geschichte
Die Gründung des Verbandes erfolgte erst in der durch die friedlichen Revolution des Jahres 1989 eingeleiteten Schlussphase der NVA. Bei der Gründungsveranstaltung am 20. Januar 1990 in Leipzig beschlossen 520 Delegierte aller Bereiche der NVA die gemeinsame Verfolgung sozialer Interessen der Mitglieder. Außerdem bekannte sich der Verband zum Abrüstungsprozess und forderte die sozial verträgliche Eingliederung der militärischen Berufskader in das zivile Leben. Zum Vorsitzenden wurde Oberstleutnant Eckhard Nickel gewählt.

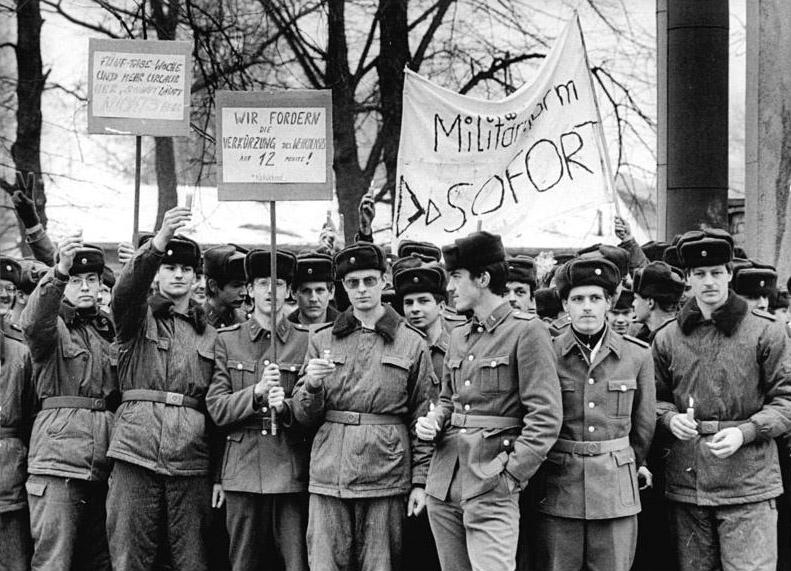
Demonstration von NVA-Soldaten im Januar 1990

Der Gründung vorausgegangen war seit Mitte 1989 die Tätigkeit einer Zentralen Initiativgruppe, die eine Reformierung der NVA anstrebte. Hierbei entstand im Laufe der Zeit die Idee, eine soldatische Interessenvertretung und somit einen Berufsverband zu bilden. Im Vorfeld der Gründung gab es Kontakte zum westdeutschen Bundeswehrverband (DBwV), um so Erfahrungen über Arbeit und Funktionsweise und sinnvolle Statuten eines Verbandes zu erhalten.
Bis Mitte 1990 gehörten dem VBS 45.000 Mitglieder an. Auch wenn der Name auf die Berufssoldaten abstellte, so sah die Satzung auch die Mitgliedschaft von Zeitsoldaten und Wehrpflichtigen vor. Dem VBS gelang es, auch mit finanzieller und materieller Unterstützung des Bundeswehrverbandes die Verbandsstrukturen aufzubauen. Es fanden gemeinsame Seminare, Vorstandssitzungen und Tagungen von VBS und DBwV statt.
Mit der sich abzeichnenden Auflösung der NVA ergab sich eine Diskussion über die Zukunft des Verbandes. Es gab Bestrebungen, den VBS als selbständigen Verband oder als Untergliederung des DBwV fortzuführen. Auf einem Sonderverbandstag am 29. September 1990 stimmte die Mehrheit für eine Auflösung des VBS. In einer Rede hatte der Vorsitzende des Bundeswehrverbandes, Rolf Wenzel, dargelegt, dass die Satzung des DBwV eine Untergliederung nicht zulassen würde. 12.000 Mitglieder folgten der Empfehlung des Sonderverbandstags, dem Bundeswehrverband beizutreten. Die Geschäftsstelle wurde aufgelöst und den 16 Mitarbeitern gekündigt. Das restliche Verbandsvermögen ging an eine mildtätige Stiftung des DBwV.